# 罗策拉尔
罗策拉尔（荷蘭語：Rotselaar，荷蘭語發音：[ˈrɔtsəlaːr]）是比利时弗拉芒大区弗拉芒布拉班特省魯汶區的一个市镇，通行荷蘭語，是弗拉芒社群的一部分，面积37.57平方千米，人口16,678人（2018年1月1日）。